# Brevig Mission
Brevig Mission – miasto w Stanach Zjednoczonych, w stanie Alaska, w okręgu Nome.